# San José Tenango
San José Tenango es una localidad del estado mexicano de Oaxaca. Es cabecera del municipio de San José Tenango.

## Demografía
| Censo | Población |
| ----- | --------- |
| 1900  | 1424      |
| 1910  | 889       |
| 1921  | 1423      |
| 1930  | 1334      |
| 1940  | 462       |
| 1950  | 1992      |
| 1960  | 1298      |
| 1970  | 2905      |
| 1980  | 586       |
| 1990  | 1032      |
| 1995  | 1136      |
| 2000  | 1071      |
| 2005  | 1050      |
| 2010  | 1097      |
| 2020  | 1254      |